# Шварцель, Вернер
Вернер Шварцель (нем. Werner Schwärzel; род. 6 сентября 1948, Лар, Германия) — немецкий мотогонщик, чемпион мира по шоссейно-кольцевым гонкам в классе мотоциклов с колясками 1982 года, 10-кратный чемпион Германии (1974—1975, 1978—1985).

## Спортивная карьера
Вернер Шварцель родился в городке Лар (Баден-Вюртемберг, Германия) в семье Вильгельма и Эльзы Шварцель). С 1963 по 1965 год он работал учеником механика сельскохозяйственных машин в компании Böttler, после — механиком до 1972 года. В свободное время Шварцель и его друзья катались на мопедах и сами же их перебирали и дорабатывали. В компании со Шварцелем был и его будущий пассажир Карл-Хайнц Кляйс.
В 1970 году Шварцель и Кляйс начали выступать на мотоцикле с коляской на локальных соревнованиях, а после ряда мелких успехов дебютировали в 1973 году и на Чемпионате мира — и с первой попытки стали вице-чемпионами. В том же году Шварцель и Кляйс выиграли Чемпионат Германии.
В последующие годы Шварцель ещё трижды становился вице-чемпионом мира; особенно обидным был проигрыш Клаусу Эндерсу в 1974 году, когда Шварцель технически набрал больше очков, чем Эндерс, но из-за зачётной системы (в зачёт шли 5 лучших результатов) проиграл ему 2 очка и занял второе место в Чемпионате. К 1978 году Шварцель одержал 9 побед в Гран-При, и результаты его стали ухудшаться. Он нечасто финишировал на подиуме и не попадал в призёры Чемпионата мира; во многом неровности выступлений Шварцеля способствовало то, что с 1973 по 1979 год он выступал на самодельном шасси с мотором König. Ситуацию не изменила ни спонсорская поддержка компании Krauser, ни смена шасси с самодельного на фабричные LCR и Seymaz, ни переход на двигатели Yamaha.
Тем не менее, 1982 году Вернер Шварцель достаточно неожиданно стал всё-таки чемпионом мира, не одержав за сезон ни одной победы, зато финишировав на подиуме в 7 из 9 гонок сезона. У Рольфа Биланда, одержавшего 6 побед, Шварцель отыграл всего 3,5 очка. Этот успех был связан с опытом выступлений предыдущих лет: Шварцель всегда был быстр, но часто сходил из-за технических причин, и поэтому в 1982-м году сделал ставку на надёжность. Это сыграло свою роль: за последующие три года он сошёл с дистанции всего однажды, в то время как ранее технические сходы преследовали его по нескольку раз за сезон.
Ключевым Гран-При, изменившим ход сезона, стало Гран-При Финляндии. Гонка была дождевой, и на ней трагически погиб Джок Тэйлор, чемпион мира 1980 года. Гонку остановили, но ошиблись с подсчётом пройденных кругов: их не хватало для того, чтобы пилоты по итогам гонки получили очки. Администрация попросила пилотов продолжить гонку, но те отказались из-за опасных дорожных условий. Сезон продолжился, но в сентябре, перед последним Гран-При сезона в FIM произвели перерасчёт и обнаружили, что половина очков по итогам Гран-При Финляндии всё же должна была быть присуждена. До перерасчёта Шварцель и его пассажир Андреас Губер, досрочно становились чемпионами мира, перерасчёт же вернул Рольфу Биланду шансы догнать лидеров. Тем не менее, ему это не удалось.
После чемпионского сезона Шварцель одержал свою 10-ю победу в Гран-При и ещё дважды становился вице-чемпионом мира, таким образом, став рекордсменом по этому показателю: 6 вице-чемпионских титулов.
Интересно, что Вернер Шварцель, в отличие от коллег, ни разу в жизни не стартовал в престижнейшей мотогонке Isle of Man TT, в том числе и в те годы, когда она входила в зачёт Чемпионата мира (1973—1976). Шварцель принципиально бойкотиовал гонку на острове Мэн, считая трассу чрезмерно опасной; этот бойкот, возможно, стоил ему двух чемпионских титулов.
В очередной раз упустив титул в последней гонке сезона 1985 года Шварцель принял решение завершить карьеру и занялся доработкой мотоциклов для других пилотов в свой мастерской вв Мейсенхайме.

## Результаты выступлений в Чемпионате мира по шоссейно-кольцевым гонкам на мотоциклах с колясками
| Легенда к таблице |                                                 |
| --- | ----------------------------------------------- |
| В таблице перечислены результаты всех этапов чемпионата мира, в которых принимал участие гонщик либо пассажир. Строками таблицы являются сезоны, столбцами все гонки этапов чемпионата мира, напарник и мотоцикл. В клетках указаны сокращённое название этапа и результат, клетка дополнительно обозначена цветом. Расшифровка обозначений и цветов представлена в нижеследующей таблице. |                                                 |
| \| Пример \| Описание \| \| ------------ \| ----------------------------------------------- \| \| 1 \| Победитель \| \| 2 \| Второе место \| \| 3 \| Третье место \| \| \| Финишировал в очковой зоне \| \| \| Финишировал вне очковой зоны \| \| НКЛ \| Не классифицирован \| \| Сход \| Не финишировал \| \| НКВ \| Не прошёл квалификацию \| \| НПКВ \| Не прошёл предварительную квалификацию \| \| ДСК \| Дисквалифицирован \| \| ИСК \| Исключён из протокола соревнований \| \| НС \| Не стартовал в гонке \| \| Т \| Травмирован или болен \| \| ОТК \| Отказ от участия \| \| НТР \| Прибыл на соревнования, но на трассу не выезжал \| \| НПР \| Не прибыл к началу соревнований \| \| НД \| Недопущен до старта \| \| О \| Гонка отменена \| \| НУ \| Не участвовал \| \| Поул-позиция \| \| \| Быстрый круг \| \| |                                                 |
| Пример | Описание                                        |
| 1 | Победитель                                      |
| 2 | Второе место                                    |
| 3 | Третье место                                    |
| | Финишировал в очковой зоне                      |
| | Финишировал вне очковой зоны                    |
| НКЛ | Не классифицирован                              |
| Сход | Не финишировал                                  |
| НКВ | Не прошёл квалификацию                          |
| НПКВ | Не прошёл предварительную квалификацию          |
| ДСК | Дисквалифицирован                               |
| ИСК | Исключён из протокола соревнований              |
| НС | Не стартовал в гонке                            |
| Т | Травмирован или болен                           |
| ОТК | Отказ от участия                                |
| НТР | Прибыл на соревнования, но на трассу не выезжал |
| НПР | Не прибыл к началу соревнований                 |
| НД | Недопущен до старта                             |
| О | Гонка отменена                                  |
| НУ | Не участвовал                                   |
| Поул-позиция |                                                 |
| Быстрый круг |                                                 |

| Год        | Пассажир         | Мотоцикл      | 1        | 2        | 3        | 4        | 5        | 6        | 7     | 8        | 9     | 10    | Место | Очки    |
| ---------- | ---------------- | ------------- | -------- | -------- | -------- | -------- | -------- | -------- | ----- | -------- | ----- | ----- | ----- | ------- |
| 1973       | Карл-Хайнц Кляйс | König         | FRA 3    | AUT 5    | GER 2    | MAN      | NED 3    | BEL Сход | CZE 3 | FIN      |       |       | 2     | 48      |
| 1974       | Карл-Хайнц Кляйс | König         | FRA 2    | GER 1    | AUT 2    | NAT Сход | MAN      | NED 5    | BEL 3 | CZE 1    |       |       | 2     | 64 (70) |
| 1975       | Андреас Губер    | König         | FRA 2    | AUT Сход | GER 2    | MAN      | NED 1    | BEL Сход | CZE 1 |          |       |       | 2     | 54      |
| 1976       | Андреас Губер    | König         | FRA 11   | AUT 2    | MAN      | NED 4    | BEL 2    | CZE 2    | GER 1 |          |       |       | 2     | 51 (59) |
| 1977       | Андреас Губер    | ARO-Fath      | AUT 5    | GER Сход | FRA Сход | NED 3    | BEL 1    | CZE Сход | GBR 1 |          |       |       | 3     | 46      |
| 1978       | Андреас Губер    | ARO-Fath      | AUT Сход | FRA 6    | NAT 2    | NED 1    | BEL Сход | GBR Сход | GER 1 | CZE Сход |       |       | 4     | 47      |
| 1979 (B2A) | Андреас Губер    | Yamaha        | AUT 6    | GER 7    | NED Сход | BEL Сход | SWE 2    | GBR 4    | CZE 3 |          |       |       | 6     | 39      |
| 1980       | Андреас Губер    | LCR-Yamaha    | FRA 3    | JUG 5    | NED 5    | BEL 5    | FIN 2    | GBR Сход | CZE 5 | GER 9    |       |       | 5     | 48      |
| 1981       | Андреас Губер    | Seymaz-Yamaha | AUT 4    | GER 3    | FRA Сход | ESP Сход | NED Сход | BEL 6    | GBR 7 | FIN 3    | SWE 5 | CZE 4 | 5     | 51      |
| 1982       | Андреас Губер    | Seymaz-Yamaha | AUT 3    | NED 3    | BEL 4    | GBR 2    | SWE 2    | FIN 3    | CZE 2 | SMA 2    | GER 6 |       | 1     | 86      |
| 1983       | Андреас Губер    | Seymaz-Yamaha | FRA 3    | GER Сход | AUT 2    | NED 2    | BEL 4    | GBR 6    | SWE 3 | SMA 3    |       |       | 3     | 67      |
| 1984       | Андреас Губер    | LCR-Yamaha    | AUT 2    | GER 4    | FRA 4    | NED 3    | BEL 2    | GBR 3    | SWE 2 |          |       |       | 2     | 72      |
| 1985       | Фриц Бук         | LCR-Yamaha    | GER 1    | AUT 2    | NED 2    | BEL 3    | FRA 2    | SWE 2    |       |          |       |       | 2     | 73      |